# Trévorite
La trévorite est un minéral du groupe du spinelle trouvé dans des serpentinites nickelifères en Afrique du Sud.
Elle est nommée à l'honneur de Tudor Gruffydd Trevor (1865–1954), inspecteur minier du district de Pretoria, Transvaal, Afrique du Sud.